# Goniothalamus macrophyllus
Goniothalamus macrophyllus là loài thực vật có hoa thuộc họ Na. Loài này được (Blume) Hook.f. & Thomson mô tả khoa học đầu tiên năm 1872.